# Università Vita-Salute San Raffaele
Die Università Vita-Salute San Raffaele (UniSR) ist eine italienische Privatuniversität mit Sitz in Mailand.
Die Hochschule wurde 1996 gegründet und hat drei Fakultäten: Medizin, Philosophie und Psychologie. Eingebunden ist eine Zusammenarbeit mit dem Ospedale San Raffaele in Mailand.

## Fakultäten
- Medizin mit den Schwerpunkten: Medizin, Chirurgie, Pflegewissenschaft, Physiotherapie, Zahnmedizin, Biotechnologie
- Psychologie mit den Schwerpunkten: Psychologie, Klinische Psychologie, Kognitive Neurowissenschaft, Kommunikationswissenschaft
- Philosophie mit den Schwerpunkten: Philosophie